# Isle of Man TT 1962
De Isle of Man TT 1962 was de derde Grand Prix van het wereldkampioenschap wegrace-seizoen 1962. De races werden verreden van 4- tot en met 8 juni op het eiland Man. Alle klassen kwamen aan de start, maar voor de 350cc-klasse en de 500cc-klasse was het de seizoensopening.

## Algemeen
De TT van Man werd overschaduwd door twee dodelijke ongevallen. Het was het debuut van de 350cc-Honda RC 170 en met een dergelijke machine verongelukte Tom Phillis in de tweede ronde van de Junior TT bij Laurel Bank. Tijdens dezelfde race verongelukte Colin Meehan met een AJS 7R bij Union Mills. De dood van Phillis zou zijn vriend Gary Hocking ertoe bewegen na de TT van Man onmiddellijk te stoppen met motorraces. Ook Kunimitsu Takahashi stopte met motorraces nadat hij in de Lightweight 125 cc TT ernstig gewond raakte en hetzelfde overkwam Horst Burkhardt, die uit het zijspan van Florian Camathias viel. Er werden enkele kleine mijlpalen bereikt: zowel in de Lightweight 125 cc TT (Luigi Taveri) als in de Sidecar TT (Max Deubel/Emil Hörner) werd de eerste ronde met een gemiddelde boven 90 mijl per uur gereden. Gary Hocking reed in de Senior TT de eerste ronde boven 100 mijl per uur met staande start, Chris Vincent en Eric Bliss scoorden de eerste overwinning voor een BSA in de TT en Beryl Swain was de eerste vrouwelijke deelnemer in een soloklasse.

## Senior TT
8 juni, zes ronden (364 km)
De Senior TT begon met een hevig gevecht tussen Gary Hocking en Mike Hailwood. Na de eerste ronde had Hocking 1,6 seconde voorsprong, maar daarna kreeg Hailwood problemen. Hij verloor eerst zijn eerste versnelling en moest daarna 13 minuten in de pit wachten tot zijn koppeling gerepareerd was. Hij finishte als twaalfde. Hocking won de race en toonde hoe sterk de MV Agusta 500 4C was. Ellis Boyce werd met een Norton Manx tweede met bijna tien minuten achterstand en vlak voor Fred Stevens (Norton).
| Pos | Coureur              | Merk      | Tijd      | Punten |
| --- | -------------------- | --------- | --------- | ------ |
| 1   | Gary Hocking         | MV Agusta | 2:11"13'4 | 8      |
| 2   | Ellis Boyce          | Norton    | 2:21"06'2 | 6      |
| 3   | Fred Stevens         | Norton    | 2:21"09'4 | 4      |
| 4   | Bert Schneider       | Norton    | 2:21"43'8 | 3      |
| 5   | Roy Ingram           | Norton    | 2:22"20'8 | 2      |
| 6   | Brian Setchell       | Norton    | 2:23"32'6 | 1      |
| 7   | Tom Thorp            | Norton    | 2:26"26'0 |        |
| 8   | Chris Conn           | Norton    | 2:26"40'4 |        |
| 9   | Terry Powell         | Matchless | 2:26"46'0 |        |
| 10  | Derek Woodman        | Matchless | 2:26"49'2 |        |
| 11  | Billy McCosh         | Matchless | 2:27"08'4 |        |
| 12  | Mike Hailwood        | MV Agusta | 2:27"27'4 |        |
| 13  | Peter Evans          | Matchless | 2:30"17'4 |        |
| 14  | George Purvis        | Matchless | 2:30"34'8 |        |
| 15  | John Simmonds        | Matchless | 2:30"47'6 |        |
| 16  | Brian Hornsby        | Norton    | 2:31"41'2 |        |
| 17  | Sven-Olof Gunnarsson | Norton    | 2:31"50'4 |        |
| 18  | Roland Föll          | Matchless | 2:32"05'0 |        |
| 19  | Louis Carr           | Matchless | 2:32"39'8 |        |
| 20  | Derek Lee            | Matchless | 2:34"15'8 |        |
| 23  | Gyula Marsovszky     | Norton    | 2:35"46'6 |        |

| Coureur        | Merk       | Oorzaak |
| -------------- | ---------- | ------- |
| Jack Ahearn    | Norton     |         |
| Jack Findlay   | Norton     |         |
| Mike Duff      | Matchless  | Krukas  |
| Alan Shepherd  | Matchless  |         |
| Alistair King  | Matchless  |         |
| Arthur Wheeler | Moto Guzzi |         |
| Billie Nelson  | Norton     |         |
| Dan Shorey     | Matchless  |         |
| Derek Minter   | Norton     |         |
| Phil Read      | Norton     |         |
| Ron Langston   | Norton     |         |
| Tony Godfrey   | Norton     |         |
| Hugh Anderson  | Norton     |         |

| Coureur              | Merk      | Oorzaak |
| -------------------- | --------- | ------- |
| Amleto Pomesano      | Norton    |         |
| Benedicto Caldarella | Matchless |         |
| Eduardo Salatino     | Norton    |         |
| Manuel Soler         | Norton    |         |
| Juan Carlos Salatino | Norton    |         |
| Pablo Gamberini      | Matchless |         |
| František Šťastný    | Jawa      |         |
| Anssi Resko          | Matchless |         |
| Ray Spence           | Norton    |         |
| Remo Venturi         | MV Agusta |         |
| Silvio Grassetti     | Bianchi   |         |
| Harald Karlsson      | Norton    |         |
| Paddy Driver         | Norton    |         |

### Top tien tussenstand 500cc-klasse
Conform wedstrijduitslag

## Junior TT
6 juni, zes ronden (364 km)
In de Junior TT vochten Mike Hailwood en Gary Hocking met hun MV Agusta 350 4C's een hevige strijd uit. Hocking zette de toon met de eerste ronde met staande start met meer dan 100 mijl per uur gemiddeld. Hij leidde toen met tien seconden voorsprong. Honda-coureur Tom Phillis was derde, maar hij viel in de tweede ronde bij Laurel Bank en overleed korte tijd later. Hailwood reed een nieuw ronderecord en reed het gat met Hocking dicht. Halverwege had hij tien seconden gewonnen op Hocking. Ze stopten naast elkaar om te tanken. Daarna won Hailwood nog een seconde en reden ze in dezelfde tijd. Hocking kreeg wat mechanische problemen, maar in de laatste ronde lagen ze bij Ramsey nog naast elkaar. In de laatste 20 kilometer over de snelle Mountain Section wist Hailwood nog vijf seconden te winnen. Hocking werd tweede en František Šťastný (Jawa) werd met zeven minuten achterstand derde. Het debuut van de viercilinder Honda RC 170 viel in het water. Niet alleen door het ongeval van Phillis, maar ook Bob McInyre viel uit.
| Pos | Coureur              | Merk       | Tijd      | Punten |
| --- | -------------------- | ---------- | --------- | ------ |
| 1   | Mike Hailwood        | MV Agusta  | 2:16"24'2 | 8      |
| 2   | Gary Hocking         | MV Agusta  | 2:16"29'8 | 6      |
| 3   | František Šťastný    | Jawa       | 2:23"23'4 | 4      |
| 4   | Roy Ingram           | Norton     | 2:23"48'8 | 3      |
| 5   | Mike Duff            | AJS        | 2:24"47'8 | 2      |
| 6   | Hugh Anderson        | AJS        | 2:25"47'6 | 1      |
| 7   | Phil Read            | Norton     | 2:26"35'4 |        |
| 8   | Fred Stevens         | Norton     | 2:27"03'0 |        |
| 9   | Ellis Boyce          | AJS        | 2:27"10'4 |        |
| 10  | Derek Woodman        | AJS        | 2:27"42'8 |        |
| 11  | Brian Setchell       | Norton     | 2:27"43'8 |        |
| 12  | Jack Ahearn          | Norton     | 2:28"54'4 |        |
| 13  | Tom Thorp            | AJS        | 2:29"01'0 |        |
| 14  | Bert Schneider       | Norton     | 2:29"22'2 |        |
| 15  | Derek Powell         | Onbekend   | 2:30"26'4 |        |
| 16  | Ned Minihan          | Norton     | 2:31"09'4 |        |
| 17  | Johnny Rae           | Norton     | 2:31"35'2 |        |
| 18  | Billy McCosh         | AJS        | 2:32"24'0 |        |
| 19  | George Purvis        | AJS        | 2:33"12'4 |        |
| 20  | Dave Wildman         | AJS        | 2:34"35'2 |        |
| 23  | Arthur Wheeler       | Moto Guzzi | 2:37"16'0 |        |
| 28  | Sven-Olof Gunnarsson | Norton     | 2:40"03'2 |        |
| 35  | Alan Shepherd        | AJS        | 2:41"07'6 |        |
| 38  | Billie Nelson        | Norton     | 2:41"26'6 |        |

| Coureur            | Merk   | Oorzaak |
| ------------------ | ------ | ------- |
| Colin Meehan (†)   | AJS    | Val (†) |
| Jack Findlay       | Norton |         |
| Tom Phillis (†)    | Honda  | Val (†) |
| Gyula Marsovszky   | Norton |         |
| Roland Föll        | AJS    |         |
| Gustav Havel       | jawa   |         |
| Hans-Otto Butenuth | Norton |         |
| Alistair King      | AJS    |         |
| Bob McIntyre       | Honda  |         |
| Derek Minter       | Norton |         |
| Ralph Bryans       | Norton |         |

| Coureur             | Merk    | Oorzaak |
| ------------------- | ------- | ------- |
| Taneli Lepo         | AJS     |         |
| Tommy Robb          | Honda   |         |
| Silvio Grassetti    | Bianchi |         |
| Moto Kitano         | Honda   |         |
| Jim Redman          | Honda   |         |
| Nikolaj Sevast'ânov | CKEB    |         |

### Top tien tussenstand 350cc-klasse
Conform wedstrijduitslag

## Lightweight 250 cc TT
4 juni, 6 ronden (364 km)
Dat een Honda de 250cc-race zou winnen was van tevoren wel zeker, maar Honda had niet verwacht dat dat een privérijder zou zijn. Derek Minter had via de Britse importeur een 1961-Honda RC 162 te leen gekregen en won met twee minuten voorsprong op fabrieksrijder Jim Redman. Tom Phillis werd derde. Honda was niet gelukkig met de overwinning van Minter, ook al omdat Mike Hailwood in het seizoen 1961 met een gekochte RC 162 zelfs wereldkampioen was geworden. Hailwood was contractueel gebonden aan MV Agusta en mocht niet met een Honda rijden. Daarom kwam hij met een Benelli 250 Bialbero aan de start, maar hij viel uit.

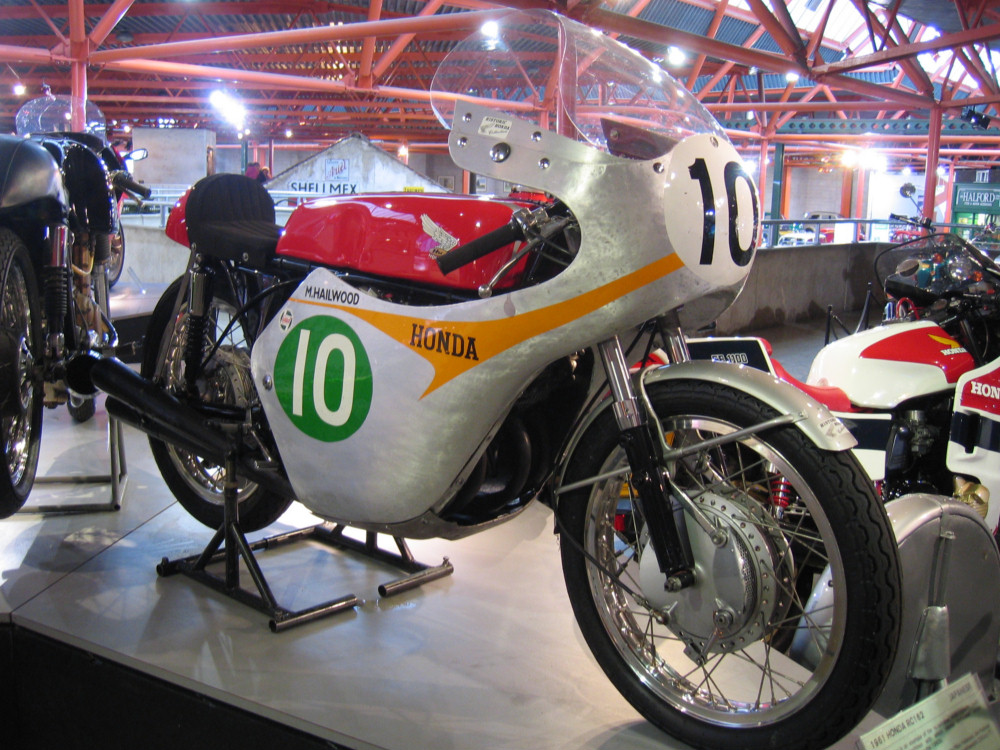
Derek Minter wist met een dergelijke Honda RC 162 de nieuwe RC 163 te verslaan.

| Pos | Coureur        | Merk       | Tijd      | Punten |
| --- | -------------- | ---------- | --------- | ------ |
| 1   | Derek Minter   | Honda      | 2:20"30'0 | 8      |
| 2   | Jim Redman     | Honda      | 2:22"23'6 | 6      |
| 3   | Tom Phillis    | Honda      | 2:26"15'6 | 4      |
| 4   | Arthur Wheeler | Moto Guzzi | 2:33"06'6 | 3      |
| 5   | Alberto Pagani | Aermacchi  | 2:38"47'0 | 2      |
| 6   | Dan Shorey     | Bultaco    | 2:44"29'4 | 1      |
| 7   | Fred Hardy     | REG        | 2:50"27'2 |        |

| Coureur            | Merk      | Oorzaak |
| ------------------ | --------- | ------- |
| Hans-Otto Butenuth | NSU       |         |
| Alan Shepherd      | Aermacchi |         |
| Bill Smith         | Bianchi   |         |
| Bob McIntyre       | Honda     |         |
| Mike Hailwood      | Benelli   |         |
| Gilberto Milani    | Aermacchi |         |
| Moto Kitano        | Honda     |         |

| Coureur              | Merk      | Oorzaak |
| -------------------- | --------- | ------- |
| Enrique Dietrich     | Aermacchi |         |
| Jorge Terengo        | Ducati    |         |
| Raúl Kaiser          | NSU       |         |
| Marcel Toussaint     | Benelli   |         |
| Pierrot Vervroegen   | Aermacchi |         |
| Frank Perris         | Suzuki    |         |
| Luigi Taveri         | Honda     |         |
| Werner Musiol        | MZ        |         |
| Günter Beer          | Adler     |         |
| Michael Schneider    | NSU       |         |
| Benjamin Savoye      | Mondial   |         |
| Jean-Pierre Beltoise | Morini    |         |
| Campbell Donaghy     | Ducati    |         |
| Stuart Graham        | Aermacchi |         |
| Tommy Robb           | Honda     |         |
| Paolo Campanelli     | Benelli   |         |
| Tarquinio Provini    | Morini    |         |
| Umberto Masetti      | Morini    |         |
| Kenjiro Tanaka       | Honda     |         |
| Cas Swart            | Honda     |         |
| Nikolaj Sevast'ânov  | CKEB      |         |
| Carlos Marfetan      | Parilla   |         |

### Top tien tussenstand 250cc-klasse
| Pos | Coureur              | Merk       | Ptn |
| --- | -------------------- | ---------- | --- |
| 1   | Jim Redman           | Honda      | 22  |
| 2   | Bob McIntyre         | Honda      | 12  |
| 2   | Tom Phillis (†)      | Honda      | 12  |
| 4   | Derek Minter         | Honda      | 8   |
| 5   | Dan Shorey           | Bultaco    | 7   |
| 6   | Alberto Pagani       | Aermacchi  | 4   |
| 7   | Arthur Wheeler       | Moto Guzzi | 3   |
| 8   | Jean-Pierre Beltoise | Morini     | 2   |
| 9   | Benjamin Savoye      | Mondial    | 1   |
| 9   | Marcel Toussaint     | Benelli    | 1   |

## Lightweight 125 cc TT
6 juni, drie ronden (182 km)
In de 125cc-race wist Mike Hailwood met zijn tweetakt-EMC goed partij te geven. Hij reed aanvankelijk 20 seconden achter Luigi Taveri met vier andere Honda's achter hem. Taveri reed de eerste 125cc-ronde met meer dan 90 mijl per uur gemiddeld (90.13 mph), terwijl Hailwood bij Glen Helen stilviel. Zo werd Tommy Robb tweede en Tom Phillis derde. Met vijf Honda's in de top vijf was het toch geen feest bij Honda, want Kunimitsu Takahashi raakte bij een val zo ernstig gewond dat hij voorlopig niet meer met motorfietsen zou racen.
| Pos | Coureur          | Merk      | Tijd      | Punten |
| --- | ---------------- | --------- | --------- | ------ |
| 1   | Luigi Taveri     | Honda     | 1:15"34'2 | 8      |
| 2   | Tommy Robb       | Honda     | 1:16"40'6 | 6      |
| 3   | Tom Phillis      | Honda     | 1:16"55'0 | 4      |
| 4   | Derek Minter     | Honda     | 1:17"51'4 | 3      |
| 5   | Jim Redman       | Honda     | 1:19"38'0 | 2      |
| 6   | Rex Avery        | EMC       | 1:20"26'6 | 1      |
| 7   | Stanislav Malina | ČZ        | 1:20"33'6 |        |
| 8   | Ernst Degner     | Suzuki    | 1:20"43'4 |        |
| 9   | Fred Stevens     | Bultaco   | 1:24"29'6 |        |
| 10  | Michael O'Rourke | Bultaco   | 1:25"54'6 |        |
| 11  | J. Bullock       | Bultaco   | 1:26"22'0 |        |
| 12  | G. Carter        | Bultaco   | 1:26"46'0 |        |
| 13  | Dan Shorey       | Bultaco   | 1:31"56'0 |        |
| 14  | P. Walsh         | MV Agusta | 1:36"45'2 |        |
| 15  | Jack Bottomley   | Ducati    | 1:45"05'0 |        |
| 16  | R. Bacon         | BSA       | 1:45"33'4 |        |
| 17  | Fred Hardy       | Bultaco   | 1:47"47'6 |        |
| 18  | D. Weightman     | Honda     | 1:48"36'4 |        |
| 19  | Bertie Boyd      | Bultaco   | 1:57"30'4 |        |
| 20  | D. Clarke        | Ducati    | 2:20"25'0 |        |

| Coureur             | Merk    | Oorzaak |
| ------------------- | ------- | ------- |
| Frank Perris        | Suzuki  |         |
| Ramón Torras        | Bultaco |         |
| Alistair King       | Bultaco |         |
| Mike Hailwood       | EMC     |         |
| John Grace          | Bultaco |         |
| Kunimitsu Takahashi | Honda   | Val     |
| Sadao Shimazaki     | Honda   |         |
| Hugh Anderson       | Suzuki  |         |
| Paddy Driver        | EMC     |         |

| Coureur           | Merk    | Oorzaak |
| ----------------- | ------- | ------- |
| Jorge Kissling    | Bultaco |         |
| Limburg Moreira   | Bultaco |         |
| Marzillo Chizzini | Bultaco |         |
| Pedro Rosenthal   | Tohatsu |         |
| Raúl Kissling     | DKW     |         |
| Hans Fischer      | MZ      |         |
| Klaus Enderlein   | MZ      |         |
| Werner Musiol     | MZ      |         |
| Jukka Petäjä      | MZ      |         |
| Alan Shepherd     | MZ      |         |
| Bob McIntyre      | Honda   |         |
| Alberto Pagani    | Honda   |         |
| Francesco Villa   | Mondial |         |
| Giuseppe Visenzi  | Ducati  |         |
| Mitsuo Itoh       | Suzuki  |         |
| Teisuke Tanaka    | Honda   |         |

### Top tien tussenstand 125cc-klasse
| Pos | Coureur             | Merk    | Ptn |
| --- | ------------------- | ------- | --- |
| 1   | Kunimitsu Takahashi | Honda   | 16  |
| 2   | Luigi Taveri        | Honda   | 15  |
| 3   | Jim Redman          | Honda   | 14  |
| 4   | Tommy Robb          | Honda   | 10  |
| 5   | Tom Phillis (†)     | Honda   | 4   |
| 6   | Mike Hailwood       | EMC     | 3   |
| 6   | Rex Avery           | EMC     | 3   |
| 6   | Derek Minter        | Honda   | 3   |
| 9   | Ernst Degner        | Suzuki  | 2   |
| 10  | Jorge Kissling      | Bultaco | 1   |
| 10  | Francesco Villa     | Mondial | 1   |

## 50 cc TT
8 juni, twee ronden (121 km)
De Britten stonden wat sceptisch tegenover de 50cc-klasse. Het was al moeilijk genoeg geweest om de 125cc-klasse op Man en in de Ulster Grand Prix van de grond te krijgen en met nog kleinere motorfietsjes zou dat niet makkelijker zijn. Toch stonden er niet minder dan 33 machines aan de start, waaronder de eerste vrouwelijke soloracer Beryl Swain. De eerste GP's (Spanje en Frankrijk) waren een prooi voor Kreidler (Hans Georg Anscheidt en Jan Huberts) geweest, waarbij Luigi Taveri met de Honda RC 110 ook veel punten had gescoord. De Suzuki RM 62 was er nog helemaal niet aan te pas gekomen. In de TT van Man werd dat anders: Ernst Degner won met de Suzuki met een recordronde van 75,52 mijl per uur en een gemiddelde van 75,12 mijl per uur. Dat had hem in de 125cc-race op de dertiende plaats gebracht. Luigi Taveri werd tweede voor zijn teamgenoot Tommy Robb. Ook Mitsuo Itoh en Michio Ichino reden hun Suzuki's in de punten. De twee ronden waren wat teleurstellend voor het publiek en in de TT van 1963 zouden dat drie ronden worden.
| Pos | Coureur              | Merk     | Tijd      | Punten |
| --- | -------------------- | -------- | --------- | ------ |
| 1   | Ernst Degner         | Suzuki   | 1:00"16'4 | 8      |
| 2   | Luigi Taveri         | Honda    | 1:00"34'4 | 6      |
| 3   | Tommy Robb           | Honda    | 1:00"47'6 | 4      |
| 4   | Hans Georg Anscheidt | Kreidler | 1:00"55'4 | 3      |
| 5   | Mitsuo Itoh          | Suzuki   | 1:02"00'4 | 2      |
| 6   | Michio Ichino        | Suzuki   | 1:02"01'4 | 1      |
| 7   | Jan Huberts          | Kreidler | 1:02"15'6 |        |
| 8   | Seiichi Suzuki       | Suzuki   | 1:02"31'8 |        |
| 9   | Derek Minter         | Honda    | 1:04"06'0 |        |
| 10  | Sadao Shimazaki      | Honda    | 1:04"15'2 |        |
| 11  | Dan Shorey           | Kreidler | 1:04"49'0 |        |
| 12  | Wolfgang Gedlich     | Kreidler | 1:10"50'0 |        |
| 13  | Mike Simmonds        | Tohatsu  | 1:14"48'8 |        |
| 14  | Horace Crowder       | Kreidler | 1:15"29'6 |        |
| 15  | Ralph Bryans         | Benelli  | 1:16"52'6 |        |
| 16  | Charlie Mates        | Itom     | 1:17"10'6 |        |
| 17  | G. Brader            | Itom     | 1:25"34'2 |        |
| 18  | P. Latham            | Itom     | 1:26"04'6 |        |
| 19  | Harold Cosgrove      | Itom     | 1:27"50'4 |        |
| 20  | D. Juler             | Itom     | 1:30"00'6 |        |
| 22  | Beryl Swain          | Itom     | 1:33"41'4 |        |

| Coureur  | Merk           | Oorzaak |
| -------- | -------------- | ------- |
| Bill Ivy | Chisholm-Honda |         |

| Coureur             | Merk     | Oorzaak  |
| ------------------- | -------- | -------- |
| Günter Beer         | Kreidler |          |
| José Maria Busquets | Derbi    |          |
| Isao Morishita      | Suzuki   |          |
| Kunimitsu Takahashi | Honda    | Blessure |
| Teisuke Tanaka      | Honda    |          |
| Hugh Anderson       | Suzuki   |          |

### Top tien tussenstand 50cc-klasse
| Pos | Coureur              | Merk     | Ptn |
| --- | -------------------- | -------- | --- |
| 1   | Luigi Taveri         | Honda    | 14  |
| 2   | Hans Georg Anscheidt | Kreidler | 11  |
| 3   | Tommy Robb           | Honda    | 9   |
| 4   | Jan Huberts          | Kreidler | 8   |
| 4   | Ernst Degner         | Suzuki   | 8   |
| 6   | Kunimitsu Takahashi  | Honda    | 7   |
| 7   | José Maria Busquets  | Derbi    | 6   |
| 8   | Wolfgang Gedlich     | Kreidler | 3   |
| 8   | Mitsuo Itoh          | Suzuki   | 3   |
| 10  | Seichi Suzuki        | Suzuki   | 2   |

## Sidecar TT
4 juni, drie ronden (182 km)
Aanvankelijk leek de 23e achtereenvolgende overwinning voor BMW in de maak, met Max Deubel/Emil Hörner en Florian Camathias/Horst Burkhardt comfortabel aan de leiding. In de tweede ronde viel Camathias stil bij Kerrowmoar nadat hij bakkenist Burkhardt verloren was, waardoor Chris Vincent en Eric Bliss met hun BSA opschoven naar de tweede plaats, maar met vier minuten achterstand op Deubel. Die reed de eerste ronde in de Sidecar TT met een gemiddelde boven de 90 mph, maar viel ook uit en zo scoorde BSA zijn eerste TT-overwinning. Otto Kölle werd tweede en het Britse succes werd compleet met de derde plaats van Colin Seeley (Matchless).
| Pos | Coureur               | Bakkenist      | Merk      | Tijd      | Punten |
| --- | --------------------- | -------------- | --------- | --------- | ------ |
| 1   | Chris Vincent         | Eric Bliss     | BSA       | 1:21"16'4 | 8      |
| 2   | Otto Kölle            | Dieter Hess    | BMW       | 1:21"53'8 | 6      |
| 3   | Colin Seeley          | Wally Rawlings | Matchless | 1:22"01'8 | 4      |
| 4   | Claude Lambert        | Alfred Herzig  | BMW       | 1:23"17'6 | 3      |
| 5   | Heinz Luthringshauser | Horst Knopp    | BMW       | 1:25"52'0 | 2      |
| 6   | Georg Auerbacher      | Josef Zach     | BMW       | 1:27"18'8 | 1      |
| 7   | Alan Birch            | Peter Birch    | Matchless | 1:28"49'8 |        |
| 8   | J. Brindley           | J. Waugh       | BSA       | 1:29"39'6 |        |
| 9   | B. Green              | D. Fynn        | Norton    | 1:32"31'6 |        |
| 10  | J. Melhuish           | Ian McDonald   | Norton    | 1:36"29'0 |        |
| 11  | L. Siddle             | John Barker    | BSA       | 1:39"28'0 |        |
| 12  | Eric Pickup           | Ray Lindsay    | BMW       | 1:43"08'0 |        |
| 13  | J. Jackson            | H. Walker      | BSA       | 1:50"45'0 |        |

| Coureur           | Bakkenist       | Merk | Oorzaak |
| ----------------- | --------------- | ---- | ------- |
| Florian Camathias | Horst Burkhardt | BMW  | Ongeval |
| Max Deubel        | Emil Hörner     | BMW  |         |
| Harold Scholes    | Ray Lindsay     | BMW  |         |

| Coureur           | Bakkenist           | Merk | Oorzaak |
| ----------------- | ------------------- | ---- | ------- |
| Edgar Strub       | Gottfried Rüfenacht | BMW  |         |
| Fritz Scheidegger | John Robinson       | BMW  |         |
| Arsenius Butscher | Heiner Vester       | BMW  |         |
| August Rohsiepe   | Lothar Böttcher     | BMW  |         |

### Top tien tussenstand zijspanklasse
| Pos | Coureur               | Bakkenist                 | Merk      | Ptn |
| --- | --------------------- | ------------------------- | --------- | --- |
| 1   | Max Deubel            | Emil Hörner               | BMW       | 16  |
| 2   | Otto Kölle            | Dieter Hess               | BMW       | 13  |
| 2   | Chris Vincent         | Eric Bliss                | BSA       | 13  |
| 4   | Florian Camathias     | Horst Burkhardt           | BMW       | 12  |
| 5   | Claude Lambert        | Alfred Herzig             | BMW       | 5   |
| 6   | Colin Seeley          | Wally Rawlings            | Matchless | 4   |
| 7   | Arsenius Butscher     | Heiner Vester             | BMW       | 3   |
| 8   | Heinz Luthringshauser | Horst Knopp               | BMW       | 2   |
| 8   | Harold Scholes        | Ray Lindsay / Keith Scott | BMW       | 2   |
| 10  | Georg Auerbacher      | Eduard Dein / Josef Zach  | BMW       | 1   |
| 10  | Eric Pickup           | Keith Scott / Ray Lindsay | BMW       | 1   |

## Trivia

### Vrouwenverbod
De Fédération Internationale de Motocyclisme was kennelijk verrast door de inschrijving van Beryl Swain in de 50cc-race. Zij trok haar racelicentie in omdat de motorsport te gevaarlijk zou zijn voor vrouwen. Dit verbod bleef bestaan tot in 1978, maar in de Manx Grand Prix bleef het verbod zelfs geldig tot in 1989. Beryl Swain probeerde zelfs via de Lieutenant Gouvernor van het eiland Man haar licentie terug te krijgen, maar de TT maakte deel uit van het wereldkampioenschap wegrace waarvoor de FIM verantwoordelijk was, en bovendien nam de organisatie van de amateurrace, de Manx Grand Prix het verbod over. In de geest van de tijd vond ook een groot deel van het publiek dit verbod aanvaardbaar.
1907 · 1908 · 1909 · 1910 · 1911 · 1912 · 1913 · 1914 · Eerste Wereldoorlog · 1920 · 1921 · 1922 · 1923 · 1924 · 1925 · 1926 · 1927 · 1928 · 1929 · 1930 · 1931 · 1932 · 1933 · 1934 · 1935 · 1936 · 1937 · 1938 · 1939 · Tweede Wereldoorlog · 1947 · 1948 · 1949 · 1950 ·1951 · 1952 · 1953 · 1954 · 1955 · 1956 · 1957 · 1958 · 1959 · 1960 · 1961 · 1962 · 1963 · 1964 · 1965 · 1966 · 1967 · 1968 · 1969 · 1970 · 1971 · 1972 · 1973 · 1974 · 1975 · 1976 · 1977 · 1978 · 1979 · 1980 · 1981 · 1982 · 1983 · 1984 · 1985 · 1986 · 1987 · 1988 · 1989 · 1990 · 1991 · 1992 · 1993 · 1994 · 1995 · 1996 · 1997 · 1998 · 1999 · 2000 · 2002 · 2003 · 2004 · 2005 · 2006 · 2007 · 2008 · 2009 · 2010 · 2011 · 2012 · 2013 · 2014